# Morolake Akinosun
Morolake Akinosun (ur. 17 maja 1994 w Lagos) – amerykańska lekkoatletka specjalizująca się w biegach sprinterskich.
Złota medalistka panamerykańskiego czempionatu juniorów w biegu rozstawnym 4 × 100 metrów (2013). W 2015 startowała na igrzyskach panamerykańskich w Toronto, podczas których odpadła w półfinale biegu na 100 metrów, a wraz z koleżankami z reprezentacji zdobyła złoto w sztafecie 4 × 100 metrów. Dzięki wejściu w skład amerykańskiej sztafety 4 × 100 podczas biegu eliminacyjnego na igrzyskach w Rio de Janeiro (2016), zdobyła olimpijskie złoto. Złota medalistka mistrzostw świata z Londynu (2017) i brązowa z Dohy (2019) w biegu rozstawnym 4 × 100 metrów.
Stawała na najwyższym stopniu podium mistrzostw USA oraz czempionatu NCAA.

## Osiągnięcia
| Rok  | Impreza                              | Miejsce        | Konkurencja        | Pozycja    | Wynik         |
| ---- | ------------------------------------ | -------------- | ------------------ | ---------- | ------------- |
| 2013 | Mistrzostwa panamerykańskie juniorów | Medellín       | bieg na 100 m      | 4. miejsce | 11,47w        |
| 2013 | Mistrzostwa panamerykańskie juniorów | Medellín       | bieg na 200 m      | 5. miejsce | 23,76         |
| 2013 | Mistrzostwa panamerykańskie juniorów | Medellín       | sztafeta 4 × 100 m | 1. miejsce | 43,97         |
| 2015 | Igrzyska panamerykańskie             | Toronto        | bieg na 100 m      | półfinał   | 11,29w        |
| 2015 | Igrzyska panamerykańskie             | Toronto        | sztafeta 4 × 100 m | 1. miejsce | 42,58         |
| 2016 | Igrzyska olimpijskie                 | Rio de Janeiro | sztafeta 4 × 100 m | 1. miejsce | 41,01 (elim.) |
| 2017 | IAAF World Relays                    | Nassau         | sztafeta 4 × 100 m | –          | DNF           |
| 2017 | Mistrzostwa Świata                   | Londyn         | sztafeta 4 × 100 m | 1. miejsce | 41,82         |
| 2019 | Mecz Europa – USA                    | Mińsk          | bieg na 100 m      | 3. miejsce | 11,39         |
| 2019 | Mecz Europa – USA                    | Mińsk          | sztafeta 4 × 100 m | 1. miejsce | 43,36         |
| 2019 | Mistrzostwa świata                   | Doha           | bieg na 100 m      | półfinał   | 11,17         |
| 2019 | Mistrzostwa świata                   | Doha           | sztafeta 4 × 100 m | 3. miejsce | 42,10         |
| 2022 | Mistrzostwa NACAC                    | Freeport       | sztafeta 4 × 100 m | 1. miejsce | 42,35         |

## Rekordy życiowe
- bieg na 60 metrów (hala) – 7,08 (2017)
- bieg na 100 metrów – 10,95 (2016) / 10,94w (2015)
- bieg na 200 metrów (stadion) – 22,44 (2021) / 22,17w (2014)
- bieg na 200 metrów (hala) – 23,35 (2016)